# Vermoim (Maia)
Vermoim ist ein Ort und eine ehemalige Gemeinde (Freguesia) im Norden Portugals.
Vermoim gehört zum Kreis und zur Stadt Maia im Distrikt Porto. Die Gemeinde hatte eine Fläche von 4,1 km² und 15.732 Einwohner (Stand 30. Juni 2011).
Mit der Gebietsreform vom 29. September 2013 wurden die Gemeinden Vermoim, Gueifães und Maia zur neuen Gemeinde Cidade da Maia zusammengeschlossen.

## Persönlichkeiten
- José Carlos de Pereira Carvalho (1933–2004), Radrennfahrer